# Уэйнрайт (Аляска)
Уэйнрайт (англ. Wainwright; инюпик: Ulġuniq) — город в боро Норт-Слоп, штат Аляска, США.

## География
Площадь города составляет 109,9 км², из которых 45,5 км² — суша и 64,5 км² — открытые водные пространства. Уэйнрайт расположен на берегу Чукотского моря, примерно в 72 милях к юго-западу от Барроу. Для города характерен холодный арктический климат.

## Население
По данным переписи 2000 года население города составляло 546 человек. Расовый состав: коренные американцы — 90,29 %; белые — 6,78 %; афроамериканцы — 0,18 % и представители двух и более рас — 2,75 %.
Из 148 домашних хозяйств в 50,0 % — воспитывали детей в возрасте до 18 лет, 50,7 % представляли собой совместно проживающие супружеские пары, в 16,2 % семей женщины проживали без мужей, 20,3 % не имели семьи. 18,2 % от общего числа семей на момент переписи жили самостоятельно, при этом 3,4 % составили одинокие пожилые люди в возрасте 65 лет и старше. В среднем домашнее хозяйство ведут 3,69 человек, а средний размер семьи — 4,17 человек.
Доля лиц в возрасте младше 18 лет — 37,7 %; лиц старше 65 лет — 6,8 %. Средний возраст населения — 24 года. На каждые 100 женщин приходится 114,1 мужчин; на каждые 100 женщин в возрасте старше 18 лет — 117,9 мужчин.

## Экономика и транспорт
Средний доход на совместное хозяйство — $54 722; средний доход на семью — $58 125. Средний доход на душу населения — $16 709. Около 8,5 % семей и 12,5 % жителей живут за чертой бедности.
Город обслуживается аэропортом Уэйнрайт.